# Jan Karel Steppe
Jan Karel Steppe (Ninove, 16 november 1918 - Sint-Amandsberg, 9 mei 2009) was een Belgisch kunsthistoricus en hoogleraar aan de Katholieke Universiteit Leuven.

## Biografie
Jan Karel Steppe ging naar het Sint-Jozefscollege in Aalst. In 1940 behaalde hij aan het Leo XIII-seminarie van de Katholieke Universiteit Leuven een baccalaureaat in de thomistisch wijsbegeerte. Vervolgens studeerde hij aan het Grootseminarie van Gent, waar hij in 1946 tot priester werd gewijd. In 1947 behaalde hij het diploma van licentiaat in de kunstgeschiedenis. Vervolgens werd hij assistent aan de faculteit Kerkelijk Recht. Hij werd ook doctor in de oudheidkunde en kunstgeschiedenis na een studie over het koordoksaal in de Nederlanden. Hij werd docent en in 1956 gewoon hoogleraar. Hij was specialist in Vlaamse wandtapijten, vroeg-Nederlandse schilderkunst (met name Jan van Eyck en Jheronimus Bosch), middeleeuwse beeldhouwkunst, religieuze architectuur en zestiende-eeuwse Spaanse verzamelaars van Nederlandse kunst. Hij ging op emeritaat in 1979.
In 1955 werd hij lid van de Koninklijke Vlaamse Academie voor Wetenschappen, Letteren en Schone Kunsten van België en in 1974 van de Koninklijke Commissie voor Monumenten en Landschappen. Aan de KU Leuven was hij oprichter van het Archivum artis Lovaniense.